# Capela de Santana
Capela de Santana est une ville brésilienne de la mésorégion métropolitaine de Porto Alegre, capitale de l'État du Rio Grande do Sul, faisant partie de la microrégion de Montenegro et située à 59 km au nord de Porto Alegre. Elle se situe à une latitude de 29° 42′ 02″ sud et à une longitude de 51° 19′ 32″ ouest, à 130 m d'altitude. Sa population était estimée à 10 950 en 2007, pour une superficie de 184 km2. L'accès s'y fait par la RS-240.
Les premiers habitants étaient les Amérindiens Tapes. Le territoire de ce qui sera Capela de Santana est peuplé de Portugais à partir de 1738. Dans la seconde moitié du XIXe siècle arrivèrent les immigrants allemands et italiens. Le téléphone fut installé en 1912 et la voie de chemin de fer fut achevée en 1914, ce qui dynamisa le développement de la future commune. À cette époque, l'actuelle municipalité faisait partie de São Sebastião do Caí.

## Villes voisines
- Pareci Novo
- São Sebastião do Caí
- Portão
- Nova Santa Rita
- Montenegro